# Editto di Salerno
L'Editto di Salerno (o Editto di Melfi) è la separazione legalmente fissata delle professioni di medico e farmacista da parte dell'imperatore Federico II di Svevia per il Regno delle Due Sicilie avvenuta nel 1241, separando così di fatto la professione medica da quella del farmacista. Nel 1231, in occasione della giornata giudiziaria nella città di Melfi, situata nella parte continentale del Regno di Sicilia, Federico II fece compilare e pubblicare la raccolta di leggi Liber Augustalis o Costituzioni di Melfi (anche denominate: constitutiones Regni Siciliae) che interessava molti settori della vita pubblica, compresa la medicina.

## Contenuti
La raccolta fu integrata da numerosi supplementi , compilati tra il 1231 e il 1243: una di queste aggiunte incise anche sul rapporto tra medici e farmacisti: d'ora in poi così ai medici non era più consentito possedere o occuparsi di una farmacia. I prezzi dei farmaci venivano fissati dalla legge. Un esame per la licenza dei medici era già stato prescritto da Ruggero II nelle Assise di Ariano, che vennero a far parte delle Costituzioni originarie di Melfi.
In molte città e regioni il divieto di associazione economica di medici e farmacisti venne comunque incorporato nelle norme giuridiche solo più tardi.